# Нусдорф ам Ин
Нусдорф ам Ин (њем. Nußdorf am Inn) општина је у њемачкој савезној држави Баварска. Једно је од 46 општинских средишта округа Розенхајм. Према процјени из 2010. у општини је живјело 2.588 становника. Посједује регионалну шифру (AGS) 9187156.

## Географски и демографски подаци
Нусдорф ам Ин се налази у савезној држави Баварска у округу Розенхајм. Општина се налази на надморској висини од 465 метара. Површина општине износи 28,6 km². У самом мјесту је, према процјени из 2010. године, живјело 2.588 становника. Просјечна густина становништва износи 91 становника/km².